# Йюттнер, Роберт
Роберт Йюттнер (нем. Robert Jüttner; родился 24 ноября 1959 года) — немецкий футболист, играл на позиции защитника.

## Карьера
Роберт Йюттнер рос в Берлине и стал заниматься футболом в клубе «Герта» из берлинского района Целендорф. В 1978 году, после того, как он вышел со своим клубом в финал молодёжного чемпионата Германии, где они проиграли «Дуйсбургу» со счётом 2:5, его взяли в основную команду, где он отыграл два сезона в Берлинской Оберлиге. Особенно примечательно, что в сезоне 1978/79 целендорфская «Герта» стала её чемпионом.
В 1980 году Роберт перешёл в другую «Герту», более знаменитую, представлявшую весь Берлин. Клуб выступал в то время во Второй Северной Бундеслиге, которая на следующий сезон была расформирована (хотя и возвращалась ещё в сезоне 1991/92). Дебютным за «Герту» стал гостевой матч первого тура, состоявшийся 6 августа 1980 года против «Ольденбурга», который берлинцы проиграли со счётом 0:2. Роберт вышел в основном составе и провёл на поле весь поединок.
В сезоне 1981/82 «Герта» играла во Второй Бундеслиге, где заняла второе место после «Шальке 04» и вышла на следующий сезон в Бундеслигу. 25 сентября 1982 года Роберт дебютировал в Бундеслиге в гостевом поединке седьмого тура против «Карлсруэ», который завершился вничью со счётом 1:1. Роберт вышел на поле на 65-й минуте, заменив Хуберта Шмица. Всего в том сезон Роберт сыграл в 4 матчах. По итогам сезона «Герта» вылетела обратно во вторую Бундеслигу, а от услуг Роберта клуб отказался. Хотя завершили карьеру и знаменитые полузащитник Вернер Шнайдер и защитник Райнер Бонхоф, ушёл защитник Вальтер Грулер, на их места пришли Кемпа, Вормут, не давали повода усомниться легендарные защитники берлинцев Хорст Эрмантраут, Оле Расмуссен, Дитер Тимме и Эдмунд Стёр.
С сезона 1983/1984 играл в берлинской команде «Теннис Боруссия». 3 августа 1985 года Роберт дебютировал за команду во 2-й Бундеслиге в гостевом поединке первого тура против клуба «Байройт» из одноимённого города. Матч закончился поражением со счётом 0:3. Проведя 10 игр, все до зимнего перерыва, Роберт сел на скамейку, а вскоре и покинул команду.
В 1986 — опять в «Герте», которая к тому времени уже играла в Оберлиге. В 1988 году, когда «Герта» вернулась во Вторую Бундеслигу, Роберт был травмирован, место в основе ему не досталось и он принял решение завершить карьеру.